# 王登錄
王登錄（1613年12月3日—1662年），字拱北，北直隸河間府任丘縣人，清朝政治人物。

## 生平
王登錄是順治二年（1645年）舉人，三年（1646年）聯捷進士，先在禮部觀政，後獲授稷山知縣，判案精明，沒有案件積壓，獲上級推薦時遇上姜瓖歸附南明，城陷後被擒不屈服，對方羈押他打算以利益引誘他歸附，但守衛者敬重他，故意讓他逃回清軍軍營，上陳姜瓖軍可破情狀，並留在清軍中督餉。事情平定後獲敘功補任永新知縣，永新殘破、人戶逃竄，他以恩信勸諭人民，令人民復業，並與民休息，兩次分考鄉試稱得人，因病去世，入祀名宦祠。

## 家族
曾祖王九疇；祖父王元佐，生員；父王業惇，崇禎九年舉人，戶部主事。

## 引用
1. 1 2  乾隆《任邱縣志·卷九·人物上》：王登錄，字拱北，順治丙戌進士，授稷山縣知縣，負才明敏、案無留牘，凡有興革悉合民意，諸司交薦行將內詔，未幾姜逆變起，城陷被執不屈，賊羈之欲誘為用，幸守者素德公，縱之乃得詣王營，陳賊可破狀，留軍中督餉，賊平敘功補永新知縣，邑頗荒殘、人戶逃竄，登錄以恩信諭之，民稍就業，凡政務為煦育與民休息，城邑市井乃改觀焉，戊子、甲午分較兩闈俱稱得士，以疾卒，祀名宦。
2. 1 2  《順治三年丙戌科進士三代履歷》：王登錄，曾祖九疇；祖元佐，生員；父業□【惇】，丙子舉人，戶部主事。拱北，書四房，癸丑十月二十二日生，任丘人，乙酉一百十八名，會試三百二十二名，三甲一百六十三名，禮部觀政，授山西稷山知縣，戊子本省同考。